# Церковь Космы и Дамиана в Кадашах
Церковь Космы и Дамиана в Кадашах — церковь Русской православной церкви в Москве, построенная в XVI веке и снесенная в 1930 году. Находилась по адресу — ул. Большая Полянка, 4.

## История
Основание деревянной церкви Космы и Дамиана относят ко времени правления Ивана Грозного. Церковь несколько раз страдала от пожаров, поэтому на средства жителей Кадашевой слободы в 1656 году было выстроено новое каменное здание. Храм был пятиглавым, с кокошниками и полуколоннами. Главный престол был освящен в честь Рождества Богородицы, а приделы — в честь Николая Чудотворца и Космы и Дамиана. Через некоторое время рядом с церковью построили колокольню в стиле барокко и трапезную. В храме хранилась частица мощей Космы и Дамиана, покровителей учащихся.

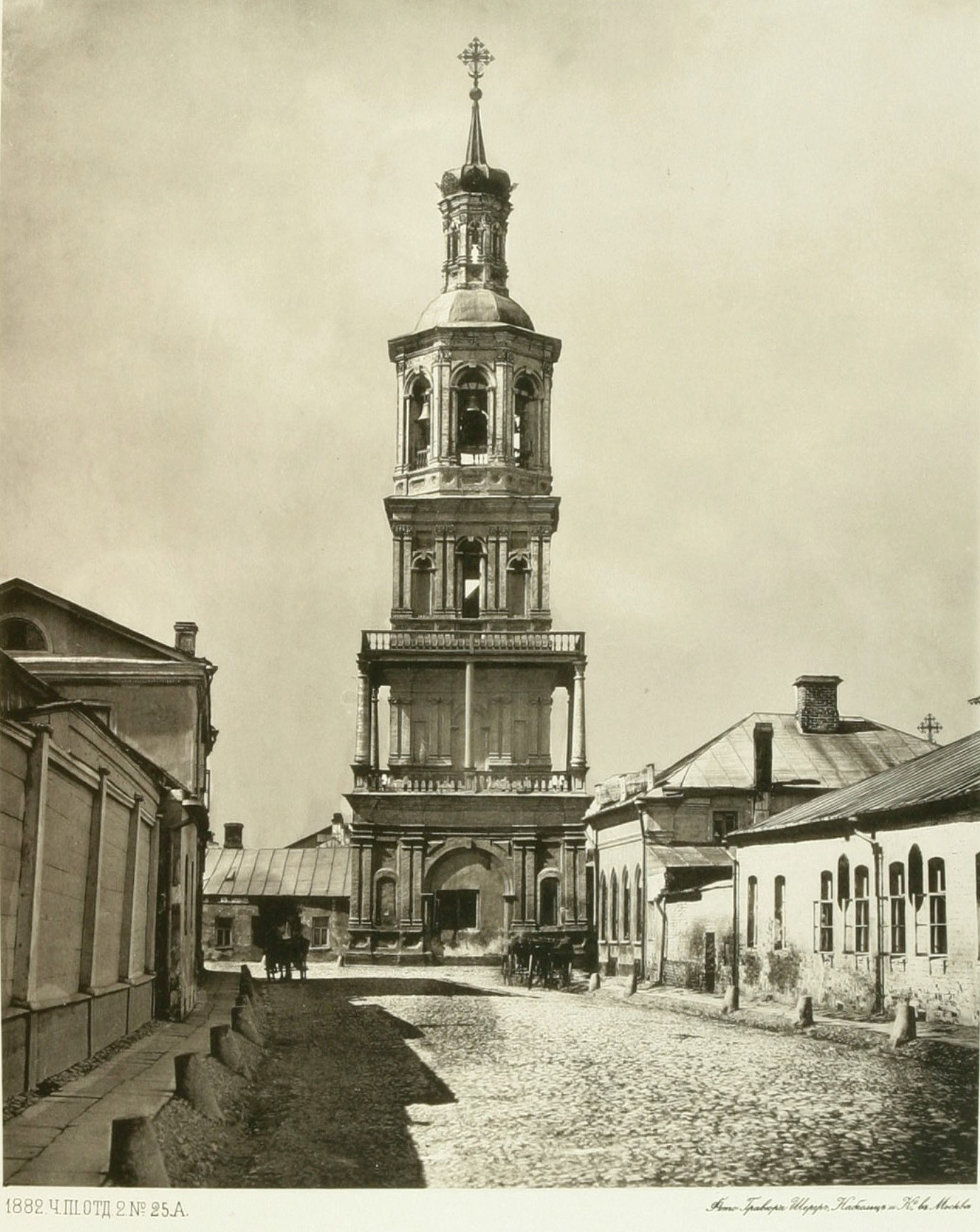
Колокольня при церкви Св.Космы и Дамиана. Фото 1882 г.

Благодаря тому, что храм находился в процветающей богатой слободе, он становился все краше. В конце XVII века в храме установили знаменитый пятиярусный золоченый иконостас, иконы для которого создавали художники Оружейной палаты.
В 1722 году к храму пристроили придел Сергия Радонежского. В 1782 году придел Космы и Дамиана перенесли в расширенную трапезную. В 1801 году в этой церкви был крещён будущий друг Пушкина — П. В. Нащокин.
Во время войны 1812 года храм сильно пострадал от французской армии. Солдаты использовали церковь, как конюшню. Храм удалось восстановить на средства благотворителей.
В XIX веке храм был отремонтирован, были обновлены росписи, созданы несколько иконостасов из искусственного мрамора. Так в 1848 году церковь Космодамианского храма была расписана художником Адрианом Кузьмичом Малаховым, позже мастер Орлов сделал из искусственного мрамора один из придельных иконостасов. Ремонт храма производился также в 1898-1899 гг.
После переворота 1917 года церковь была открыта до 1930 года; в следующие несколько лет её полностью разобрали, так как признали, что здание не представляет архитектурной ценности. Вначале была уничтожена колокольня, а к 1933 году снесли всё. Древний позолоченный иконостас уничтожили, расплавив. Несколько икон удалось спасти, сейчас они хранятся в Третьяковской галерее.

### Священники
- до 1873: Иван Дмитриевич Владиславлев[1]
- 1874 - 1885: Иоанн Смирнов
- до 1890[2]: Сергей Ляпидевский
- 1890-е: Петр Кириллович Орлов
- 1897 - 1922 Николай Иванович Смирнов[3]